# Monumento a la amistad inmortal

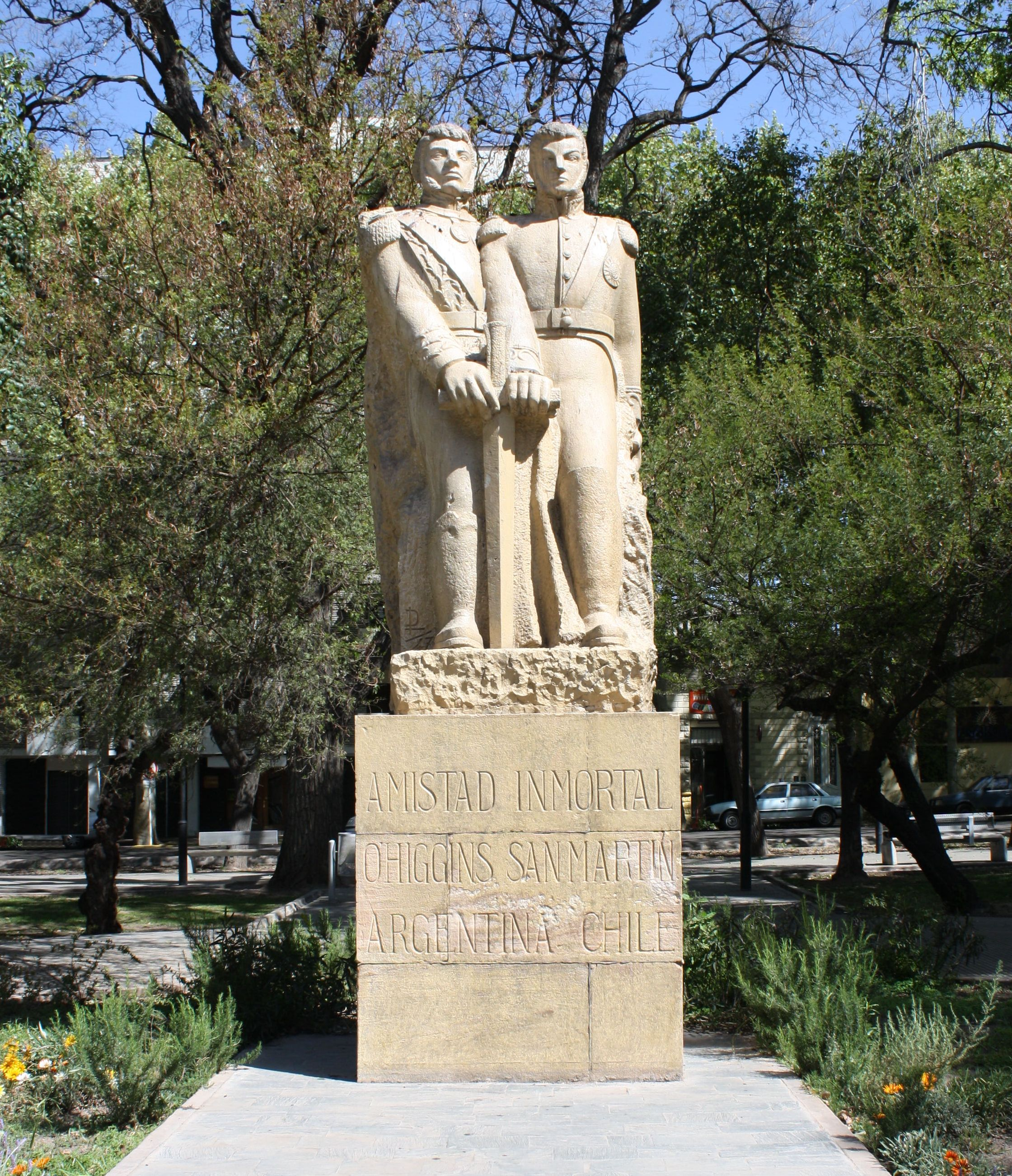
Fotografía del monumento en Plaza Chile.

A San Martín y O'Higgins, también conocido como el Monumento a la amistad inmortal o Monumento a los libertadores de Chile y Argentina, es una escultura del artista chileno Lorenzo Domínguez Villar. Está ubicada en la Plaza Chile en Mendoza, Argentina, y fue inaugurada el 18 de mayo de 1947. Busca simbolizar la «amistad inmortal» entre las repúblicas de Argentina y Chile.
Realizada en piedra, la escultura consiste en dos figuras de los próceres José de San Martín y Bernardo O'Higgins de 3,5 m de altura, unidos y empuñando el pomo de una misma espada, instalados sobre un pedestal de 2 m de altura. También contiene elementos de los símbolos patrios de Argentina y de Chile (la estrella de la bandera de Chile a la derecha, y el escudo de Argentina a la izquierda) y al frente contiene la leyenda «Amistad inmortal-O'Higgins San Martín-Argentina Chile».